# Echyra latecostata
Echyra latecostata är en skalbaggsart som beskrevs av Leon Fairmaire 1901. Echyra latecostata ingår i släktet Echyra och familjen Melolonthidae. Inga underarter finns listade i Catalogue of Life.